# Sumter
Sumter è una città degli Stati Uniti d'America, capoluogo della contea omonima nello stato della Carolina del Sud.